# Алсид д'Орбіньї
Алси́д д'Орбіньї (фр. Alcide Charles Victor Marie Dessalines d’Orbigny; 6 вересня 1802 — 30 червня 1857) — французький мандрівник, колекціонер, ілюстратор і натураліст, який зробив великий внесок в багатьох областях, в тому числі зоологію (у тому числі малакологію), палеонтологію, геологію, археологію та антропологію.

## Біографія
Його батько, Шарль д'Орбіньї (1770—1856), був хірургом на судні й разом вони вивчали молюсків. Алсид здобув класичну освіту в Академії наук в Парижі. Йому читав курси Жорж Леопольд Кюв'є (1769—1832 роки), а також Етьєн Жоффруа Сент-Ілер (1772—1844 роки), П'єр Андре Латрей (1762—1833 роки), Анрі Марі Бленвіль (1777—1850 роки). Музей природної історії в Парижі відправив його до Південної Америки в липні 1826 року. Під час своєї поїздки, він збирав, спостерігав, описував матеріали з усіх областей зоології як безхребетних так і хребетних, а також ботаніки, антропології та етнології. Він повернувся до Франції у 1834 році та пожертвував тисячі зразків тварин, а також рослини, каменів, скам'янілостей, земельні обстежень, а також доколумбової кераміки, в Музей природної історії. Його викопна колекція змусила його зробити висновок, що Земля складається з багатьох геологічних шарів, викладених протягом мільйонів років. Це було вперше, коли така ідея була висунута. Повернувшись до Франції, він провів тринадцять років, з 1835 по 1847 рік, пишучи свої мемуари. На честь вченого названо зокрема такі види тварин: Ctenomys dorbignyi, Haminoea orbignyana, Sepia orbignyana, Potamotrygon orbignyi

## Описані види

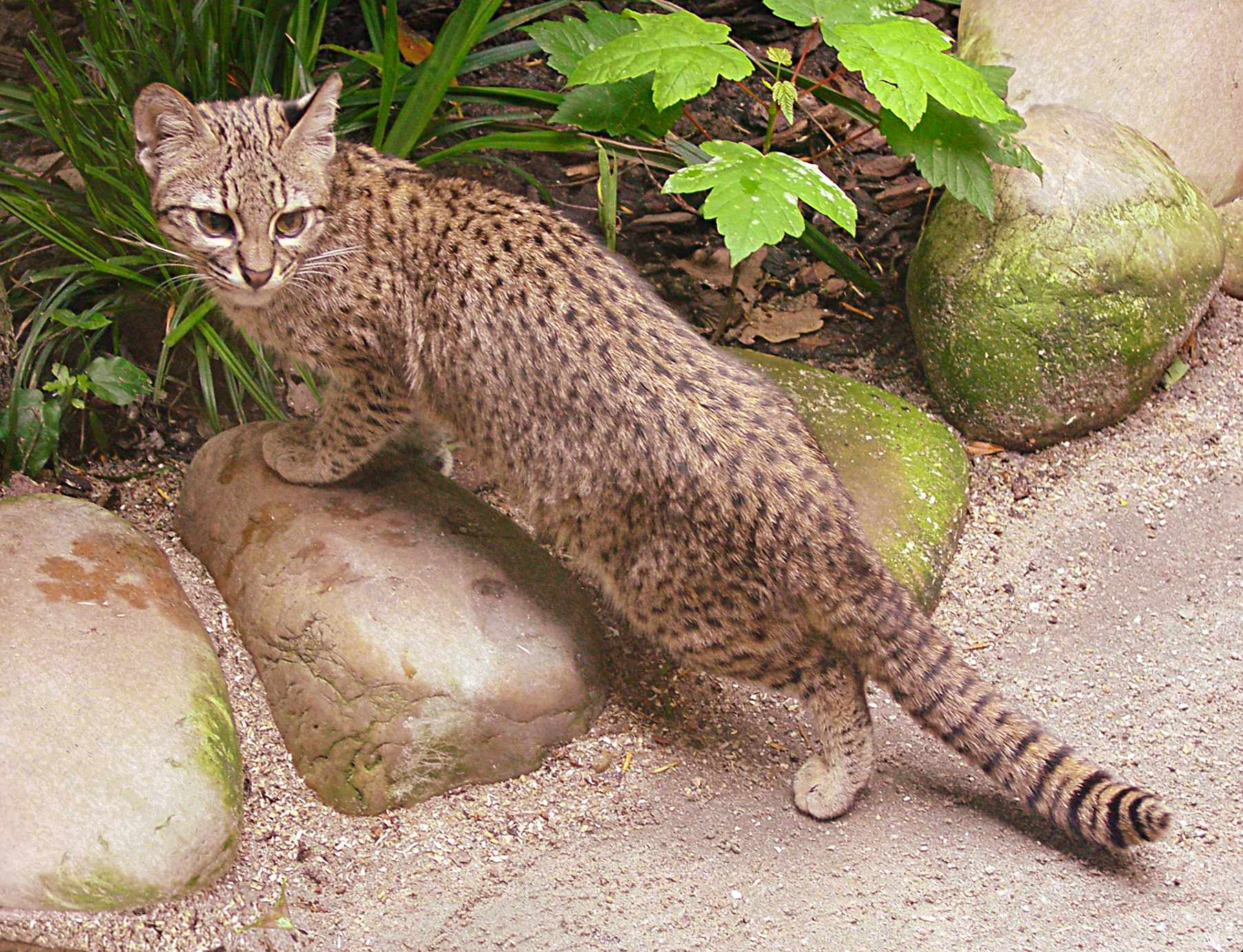
Леопард Жоффруа
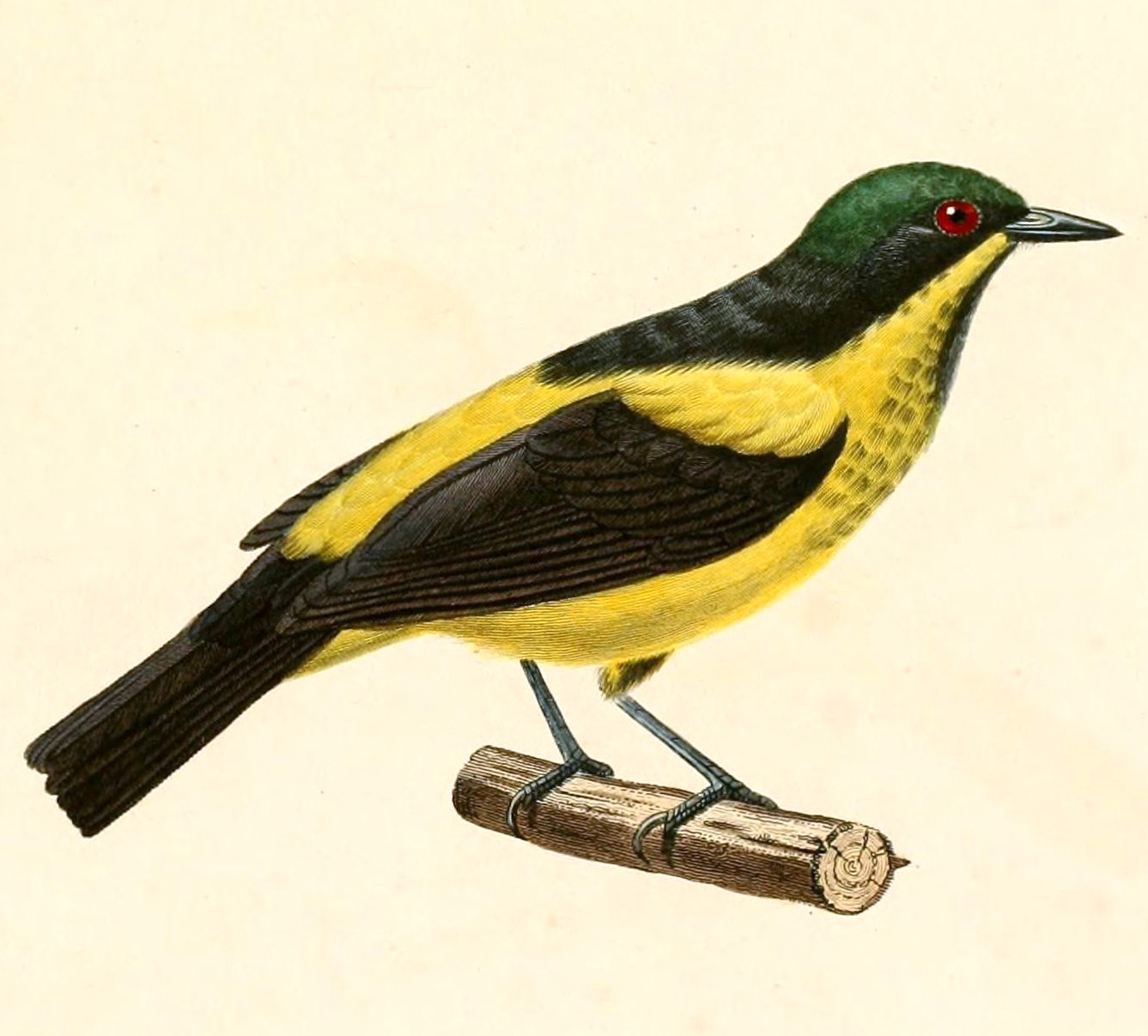
Dacnis flaviventer
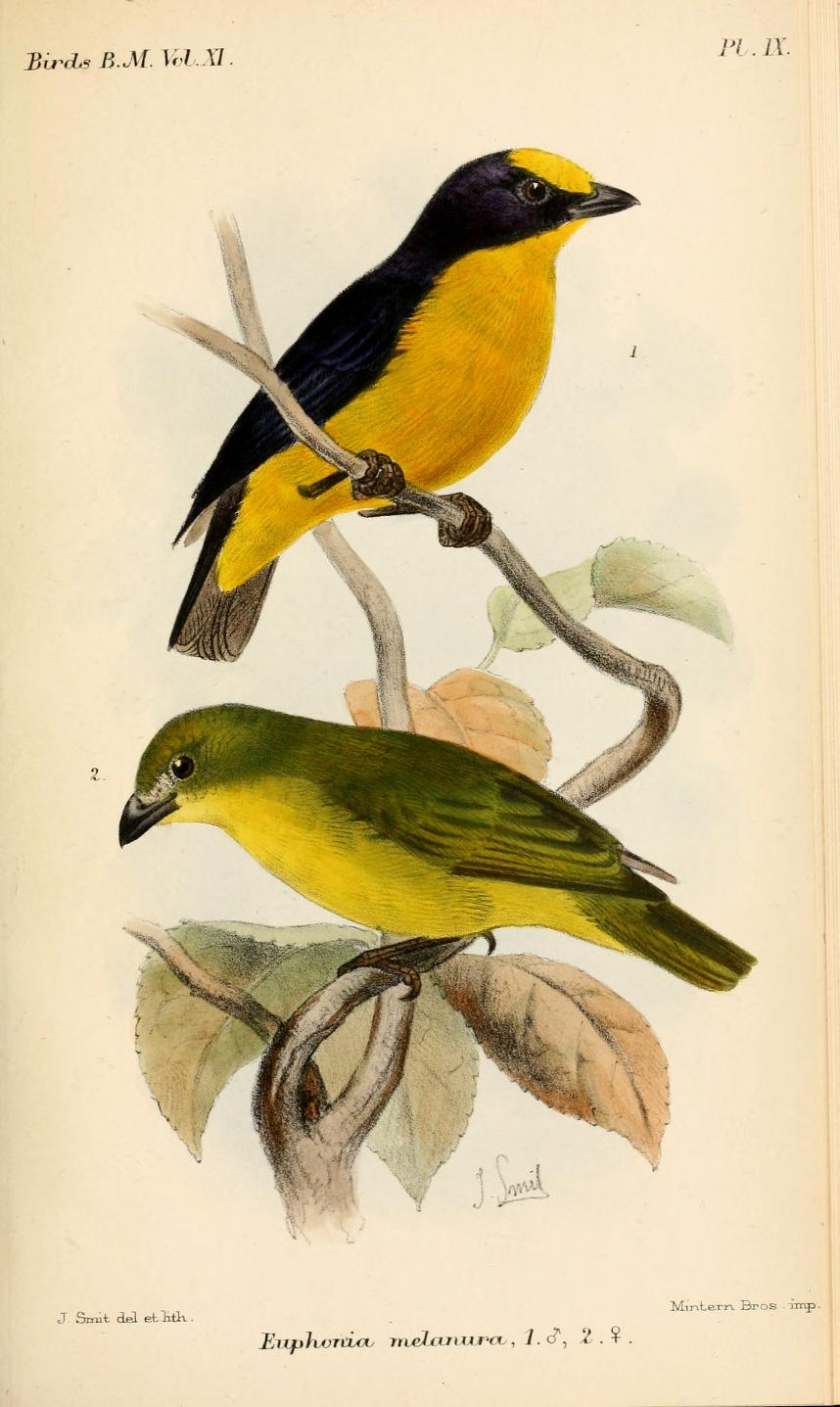
Товстодзьоба еуфонія
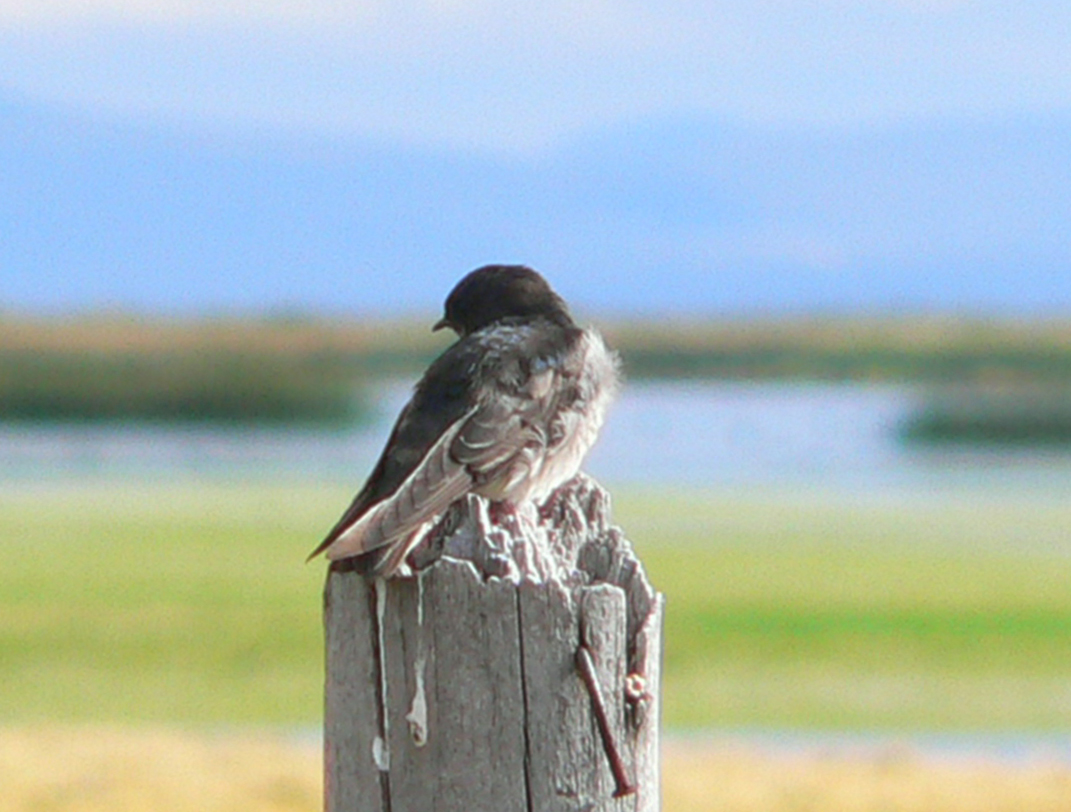
Haplochelidon andecola
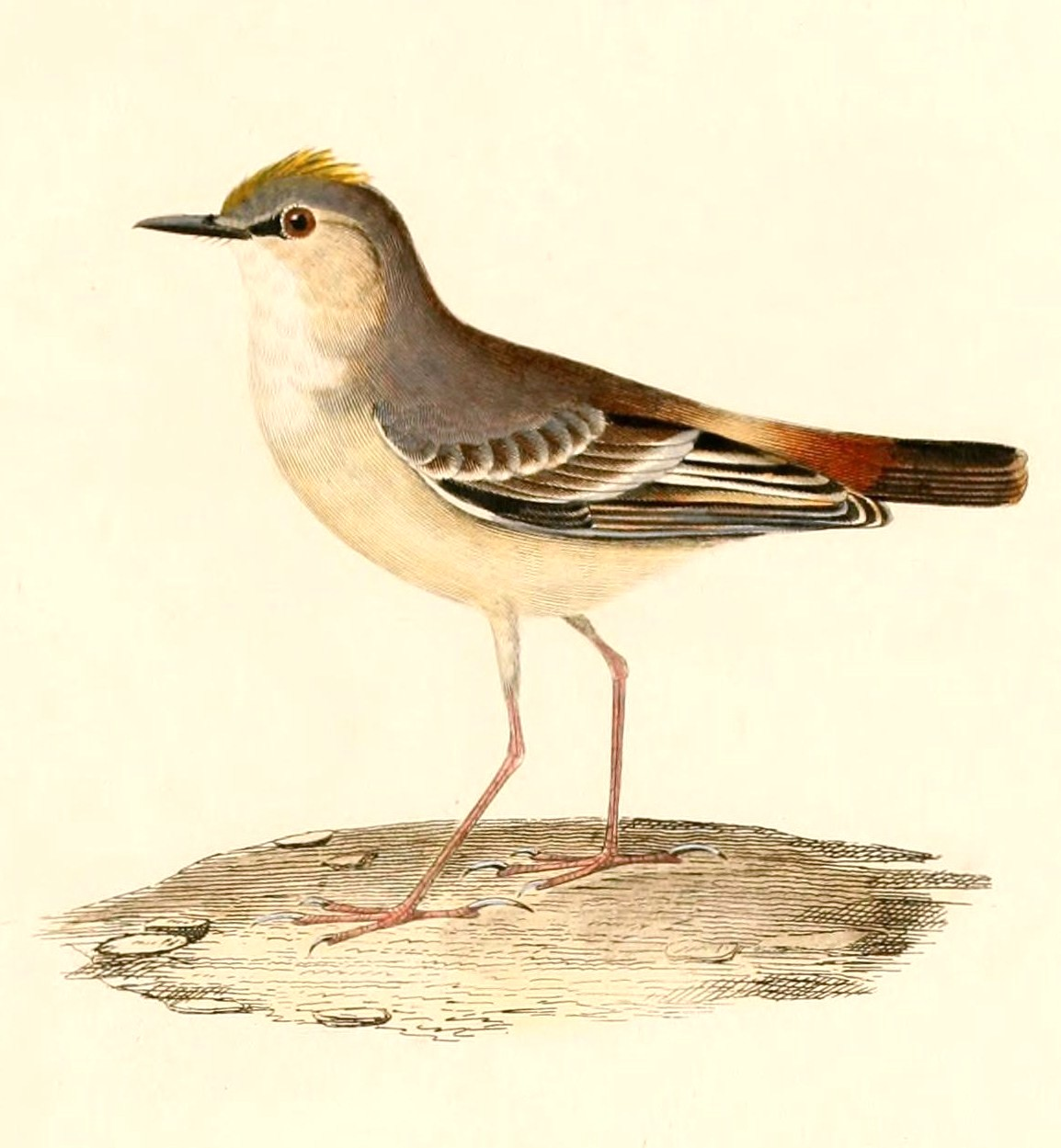
Muscigralla brevicauda
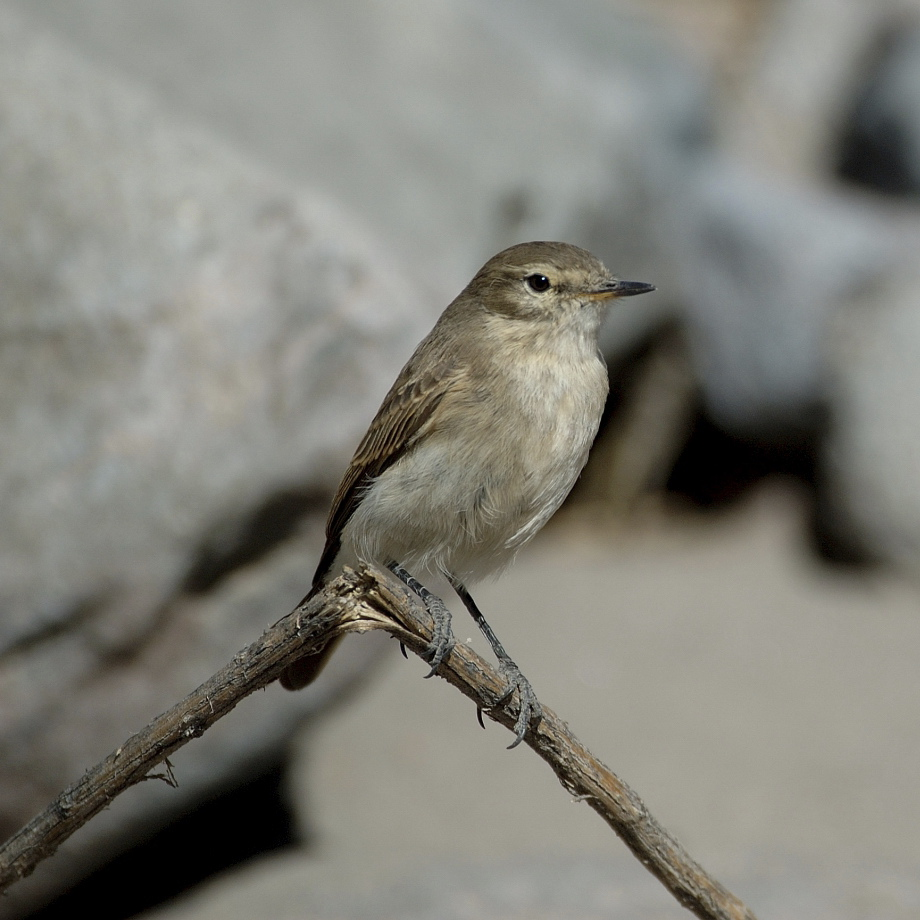
Muscisaxicola maculirostris
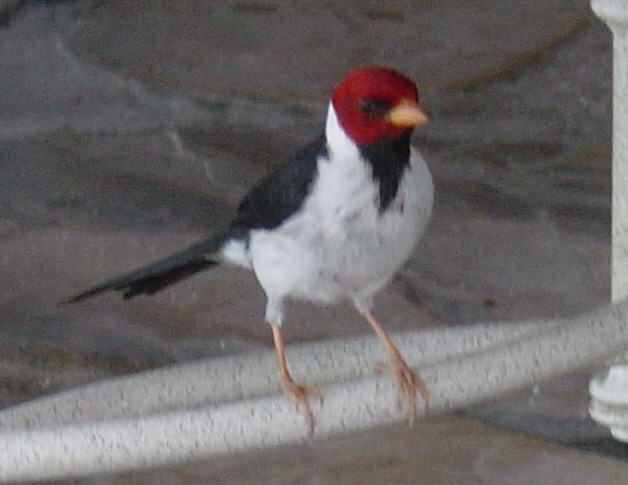
Paroaria capitata
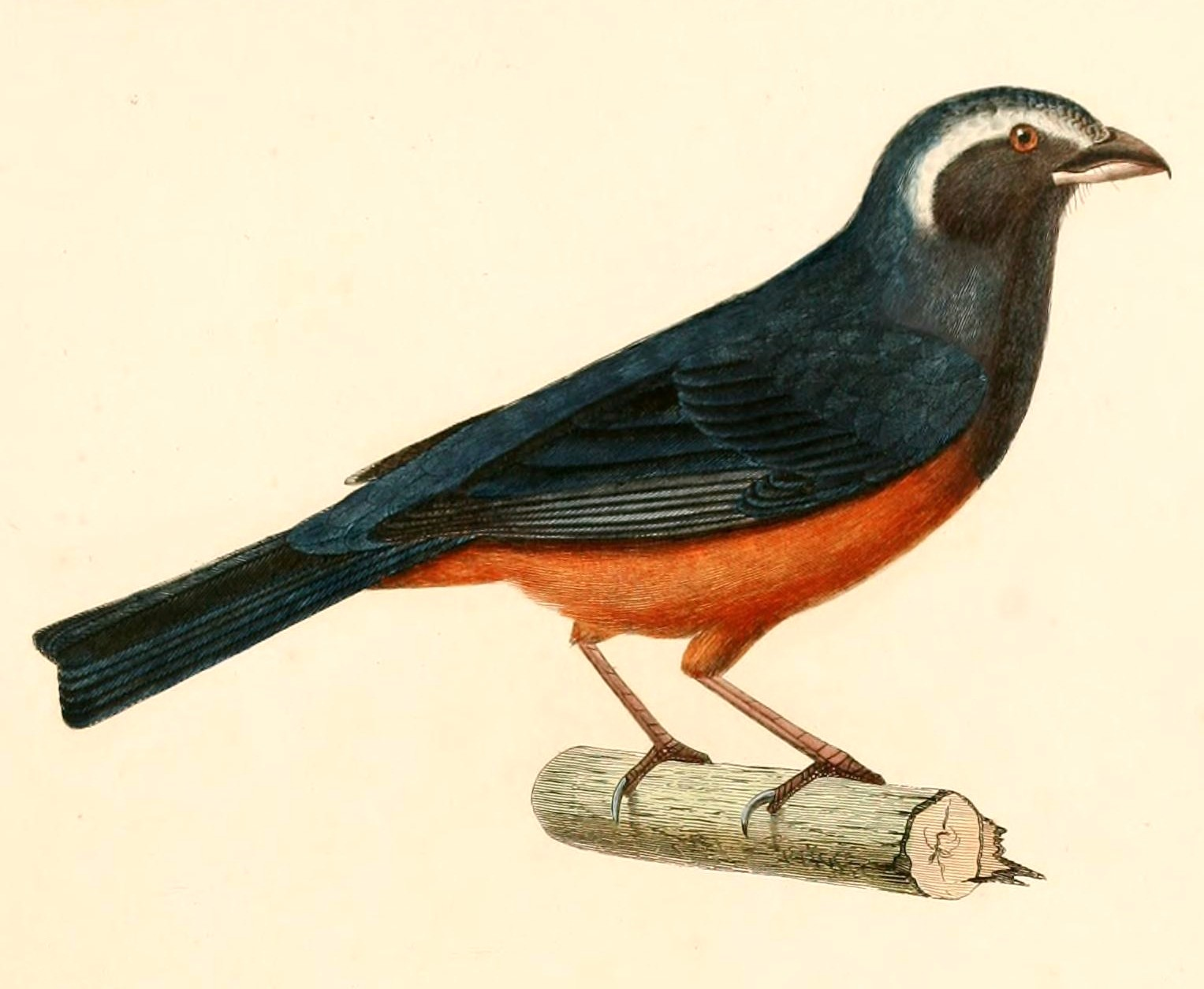
Saltator rufiventris
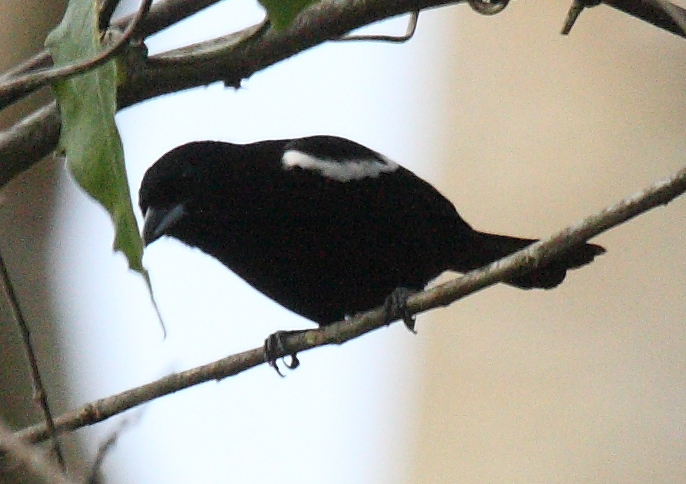
Tachyphonus luctuosus